# Список дворянских родов Полтавской губернии
Список дворян Полтавской губернии — официальное печатное издание Полтавского дворянского депутатского собрания, которое содержит список дворянских фамилий и лиц, время причисления их к дворянству с указанием их предков. Эти данные приводятся на основании многотомной Родословной книги дворян Полтавской губернии, которая велась предводителями дворянства по годам и алфавиту с 1785 года. Напечатано в типографии Полтавского губернского правления в 1897 году с разрешения Полтавского губернатора.

## Исторические условия создания Списка дворян Полтавской губернии
Никогда не существовало полного списка дворян Российской империи, хотя незадолго до революции и была учреждена Департаментом Герольдии Правительствующего сената так называемая Всероссийская дворянская родословная книга — для лиц, выслуживших дворянство, но по каким-либо причинам не причисленным к дворянству определенной губернии. Дело в том, что в начале XX века дворянские собрания получили право отказывать в причислении к местному дворянству. Иногда при этом они руководствовались вероисповеданием данных лиц: без энтузиазма рассматривались, например, подобные ходатайства лиц иудейского вероисповедания. Впрочем, и лицу православному могло быть отказано в причислении к дворянству данной губернии. Так, например, Московское депутатское собрание отказало во внесении в местную родословную книгу князьям Гантимуровым, утвержденным Сенатом в достоинстве князей тунгусских, поскольку семья не имела в губернии недвижимой собственности.
Принадлежность к дворянству доказывалась в губернском дворянском собрании; с 1785 года, то есть со времени издания Императрицей Екатериной II «Жалованной грамоты дворянству», лица, признанные в дворянском достоинстве по происхождению или по личным заслугам, вносились в губернскую родословную книгу; из губернии дела о дворянстве поступали на утверждение в Герольдию Сената; туда же из губернских собраний ежегодно высылались списки лиц, причисленных к уже утвержденным в дворянстве родам. Происхождение из дворян определенной губернии фиксировалось и в послужных списках чиновников и военных, хотя часто указывалась не губерния, по которой числился их род, а губерния, в которой родились они сами

## Содержание Списка дворян Полтавской губернии
Родословная книга разделяется на шесть частей. В первую часть вносились «роды дворянства жалованного или действительного»; во вторую часть — роды дворянства военного; в третью — роды дворянства, приобретенного на службе гражданской, а также получившие право потомственного дворянства по ордену; в четвертую — все иностранные роды; в пятую — титулованные роды; в шестую часть — «древние благородные дворянские роды».
В оглавлении наводится алфавитный список дворян, с указанием в какую часть данной книги внесён род и на какую страницу. В основном содержании приводятся номера указов Сената и определений Полтавского дворянского депутатского собрания, указан год, месяц и число данных документов, по которым были внесены соответствующие дворяне в Список.

## Алфавитный список дворян, внесённых в родословную книгу Полтавской губернии
- Абаза, Абрамович-Барановские, Абраменко, Абрежо, Абраменко-Горохов, Авраменко, Аврахов, Авилов, Агте, Аглаимов, Адамович, Адаменко, Адрианопольский, Адешелидзевы, Айгустов, Аккерман, Аксамитный, Алексеенко, Алексенки, Алгазин, Альбиковский, Алейников, Аладьин, Александровичи, Алексеев, Аленичи, Амбодик, Аммосов, Андрузский, Андриевский, Андреев, Андриевич, Андриевские-Синеоковы, Андрияновы, Андрущенки, Ананич, Анастасьев, Ангеленко-Орловский, Анищенко, Анисимовы, Антонов, Антоненко, Антоновский, Антонец-Федьянович, Апарин, Апостол-Кегич, Апостоловы, Арабажины, Арбузов, Арищенкова, Арсеньева, Артемьев, Артоболевский, Артюховы, Архиповы, Аршуков, Асауленки, Атрешков, Афанасьевы, Афанасьевы-Прокофьевы, Ахтырка, Ачкасовы
- Бабанины, Бабариковы, Бабенко, Бажулов, Бажутин, Базилевич, Базилевские, Базик, Баиов, Бакалло, Баклановы, Балано, Балашев, Балаклей, Балин, Балзамаки, Балюк-Булай, Балюки, Балюра-Кондратьевы, Балюра, Балясный, Бальме, Барабаш, Барановы, Барановские, Башевский-Лихопой, Барановичи, Баратовы, Барбовичи, Барк-Петровский, Барвинские, Барятинские, Барщ, Баталины, Бахмутовы, Бахтияровы, Бахчевский, Бачей, Башкирцев, Байбаковы, Бедров, Бережный, Безверхий, Безобразов, Безпальчев, Безручко, Безсонов, Бекман, Березин, Березняков, Березов, Бернард, Бернадский, Бергер, Беренс, Бернов, Бесядовский, Бетковский, Бец, Бец-Харченко, Биддер, Билим, Билинский, Бильдяев, Бирюк, Бихеле, Биянкины, Благановский, Благовещенский, Блинов, Бобохов, Бобрищевы, Бобровниковы, Бобровские, Богаевичи, Богаевские, Богаревы, Богатыренко, Богдановичи, Богдановы, Богданские, Богданский-Марков, Богмевский, Богинские, Боговские, Богаевские, Боголюбов, Богушевичи, Бодиско, Бодянские, Бодров, Божинские, Божко, Бокитько, Болгаров, Бондыревы, Бологов, Больма, Боровиковские, Боровские, Бородулин, Бородай, Бородаевские, Борошенки, Бористень, Борисяк, Борзяков, Барсуков, Бохановские, Бояльские, Боярский, Бойкевичи, Бойко, Бойковы, Бойно-Родзевичи, Бойчуковы, Бразоль, Браккер, Бранкевич, Брославский, Брайловский, Брежинский, Брилевские, Бровковы, Бродские, Броневский, Бронюшец-Герасимович, Будные, Будянский, Бужинские, Бузановские, Бузинарские, Букин, Букреевы, Булатов, Булацель, Буличевы, Булишкины, Булюбаши, Бураковы, Бурдзиловские, Бури, Бурназов, Бурый-Радкевич, Бутенко, Бутович, Бутович-Тарасевский, Бутовские, Бухало, Быковы, Быковский, Белановские, Белаши, Белевичи, Беленченко, Белецкий-Носенко, Белинский, Беловодские, Белогруд, Белоусовичи, Белов, Белоцерковец, Белозерский, Белуха-Кохановские, Белявские, Беляк, Багреев-Фролов
- Василенки, Вайда, Вакуловский, Вакулинский, Васильковские, Васенки, Васильевы, Ваценко, Васильевы-Коруновские, Василенко, Вадинский, Варавки, Варавин, Варакутин, Варунов, Васьков, Ваулин, Ващенко, Ващенко-Подольный, Ващенко-Захарченко, Валентинович-Готальский, Валюхов-Вербицкий, Васецкий, Величко, Велижев, Велецкие, Велецкий-Северин, Вельсовский, Вергуны, Великожены, Вельбицкий, Вертиголов, Верещака, Верещакин, Вельяшев, Вечорко, Винниковы, Вишневские, Вишневецкие, Виноградовы, Виноградские, Вишневский, Виндинг, Витавский, Верба, Власовы, Власенко, Власовские, Волковняковы, Вольховские, Волховские, Волявач, Волчанские, Волчановский, Войны, Войновы, Вовней, Воронянские, Воронецкий, Волохов, Волошиновы, Волошин-Петриченко, Волковы, Воликовские, Волынские, Возница, Волощенко, Воронины, Войнаховские, Вояхевичи, Воеводские, Волнянские, Ворожейкины, Войцеховские, Войцеховичи, Воротеляк, Вовк-Розсоха, Водяницкий, Воробъевские, Войнов, Волжинские. Войткевич-Павлович, Водарские, Высоцкие, Высочин, Весич, Вышинский, Вронские, Вульферт, Вуяхевич, Ветр, Ветвицкие, Вязовские.
- Гавриленко, Гавеловский, Гавриловы, Гавришовы, Гаврилковы, Гадолины, Гайдовский-Потапович, Гайдуков, Голицыны, Галаганы, Галченко, Галузинские, Гамалеи, Гамильтон, Ган, Ганжа, Ганько, Ганнот, Гапонов, Гарнаги, Гармашевский, Гартинг, Гаусманы, Гачковские, Гашинские, Ге, Геевские, Гежелинский, Гейденрейх, Гек, Гельфрейх, Гандри, Генш, Гензель, Генбачев, Герлияни, Герсиванов, Герцик, Гербаневские, Гермна, Герчуновские, Герценвиц, Герасимович, Герасимовский, Герасименко, Гескет, Гижицкий, Гинц, Гирман, Гладковы, Гладуны, Глебко-Товстикович-Созонович, Глинский, Глоба, Глоба-Михайленко, Глушановский, Гноевой, Гнедич, Говиндов, Говоров, Говоруха-Отрок, Гоголь-Яновский, Годзевичи, Гоздовские, Голенковские, Головня, Голубаве, Голиков, Головатинские, Голевец-Михайловские, Голенковские, Гольман, Головин, Голубаев, Голицын-Головкин князь, Голицын князь, Голубов, Голошвилов, Гончаревский, Гончаренко, Гончаров, Горкуша, Горонескул, Горбаневы, Горошковские, Горленки, Горниковы, Гороновичи, Горб-Ромашкевичи, Горбовские, Гординские, Горнич-Гарницкие, Горгона, Горкун, Горишевские, Горай, Гордеев, Горчаков — князь, Горбачёв, Горицын, Гофман, Гоярин, Голошвилов, Грабянки, Грановские, Гребенкины, Гречка, Гришко-Горишевские, Гриневичи, Грибоедовы, Григоровичи, Гришковы, Гриневы, Грищенко, Гришковы, Григорьевы, Григораш, Гринич, Громов, Грудницкие, Грудзевич-Нечай, Грушка, Губаревы, Гудимы, Гудим-Левкович, Гудович граф, Гудзь, Гуленки, Гундиус, Гунин, Гуров, Гурин, Гуриновы, Гусаковы.
- Дабинич, Дабич, Давидов, Давидовские, Давидович-Нащинские, Даниленко, Данилевские, Данчичи, Даньковы, Дандре, Данковские, Даниель, Дараганы, Дахновские, Даценки, Дашевский, Дворниковы, Дебогарий-Мокриевич, Девлет-Кильдеевы, Дедюхин, Дедин, Де-Бальмен граф, де-Мочани, Де Сен-Лоран, Дейнекины, Дейнека, Деканор, Деконский, Демьянович-Перекрестовы, Демешко-Стременцов, Демидович, Демков, Демидов, Денисьевские, Денисов, Денисенко, Депадель, Деркачи, Дергунов, Детор, Демьяненко,Джевахов (он же Жевахов), Джунковские, Дзевялтовские-Гинтовт, Дзевановские, Дхюблевские-Дзюбенки, Дзюба, Дзюбенко-Дзюблевские, Диков, Дикгоф, Димара-Симонович, Дмитрюков, Дмитренко, Добронижские, Доброскоков, Добровольские, Довгаль, Довбня, Доие, Докучаев, Долинские, Долголовые, Должиков, Долгорукий князь, Домбровский, Домонтович, Донцов, Дорошенки, Дорожинские, Драфановские, Драгомановы, Држевецкие, Дробиши, Дроздовские, Дублянские, Дубяга, Дубров, Дубский, Дубровин, Думитрашко-Раич, Думитрашко, Дунаев, Дунин-Жуковский, Дунин-Барковские, Дух, Душенькевич, Дьяковы, Дьяченки, Дьяченковы, Дьяконовы, Дыздеревы, Дынковы, Дыховы, Дегтяров, Дегтярев, Дюков
- Евтушевские, Евреиновы, Езучевский-Савойский, Езучевские, Елецкие князья, Ельчуковы, Емцов, Енбулаевы, Енишерловы, Еникуцовы, Еременки, Еремеев, Еременко, Еркушенко, Ермолаев, Ермаков, Ерошенко, Есипенковы
- Жеваховы, Жадан, Жаке, Жаковские, Жалобецкие-Внук, Ждановы, Ждановичи, Жебровские, Жегловы, Жежелевкий, Жекулин, Жертовский, Животовские, Живая, Жилин, Жидинские, Жирковы, Житовские, Жолток, Жолкевские, Жоховы, Жуковские, Жуковы, Жуковские-Прокофьевы, Журавель, Жученко
- Заборинский 1-й, Заборинский 2-й, Забела, Забусов, Заборинский, Завада, Завойко, Завадовский, Завадские, Загреба, Загорские, Задорожные, Заиченко, Зайковские, Зайкевичи, Закревские, Закржевские, Заленские, Замятины, Замбржицкие, Замошниковы, Заньковские, Запорожские, Зарудные, Заржицкие, Засядько, Заславские, Затыркевичи, Затурские, Затворницкие, Захаровы, Захарченко, Збуровские, Звенигородские, Згурские, Здоров, Зеленские, Зеленецкие, Зерцаловы, Зернов-Зерновские, Зконоплица-Грабовские, Злотницкие, Значко-Яворские, Зозулины, Золотаревские, Золотницкие, Золотаржевские, Зоммер, Зотов, Зоц, Зощенки, Зубовы, Зуц, Зелинские, Зенькевичи
- Ивахненко, Иваненко, Иванов, Иваницкий, Иващенки, Ивановы, Ивашкевичи, Ивченко, Игнатьевы, Иголкины, Изволенские, Иларионовы, Иллинги, Ильяшенко-Кириловичи, Ильяшенко, Ильяшевичи, Ильенко, Ильины, Ильинский, Индутные, Иолкины, Исаевичи, Исаевы, Исаенко, Италинские, Иценко, Ищенко
- Кабыш, Кавкасидзевы князья, Кавецкий, Каденаци, Казины, Казанли, Калениченко, Кальницкие, Колмыковы, Калниболоцкие, Калита, Кальзан, Калин, Калачевские, Калиновские, Кальницкие, Каменские, Кандыба, Каминские, Каниевские, Каневецкие, Каневские, Канчиеловы, Канивцевы, Канивец, Кантакузин-Немец, Канчияловы, князь Кантакузин граф Сперанский, Капнист графы, Капитаненки, Капустянские, Кардашевские, Каруновские-Васильевы, Карасевские, Карповы-Пичуги, Карлицкие, Карпинские, Карновичи, Каруновские, Карлицкие, Карпенко, Карпинский-Краснов, Карпатиос, Кардашевские, Карнауховы, Карамлеевы, Кармазины, Карпинские, Кардашевские, Каракуцин, Карташевский, Карсунские, Карповы, Карцовы, Кармановы, Касаевы, Касиновы, Касабуцкие, Катериничи, Катруцы, Кафтаревы, Качуревы, Капшпуровские, Кащенки, Квицинские, Квитка, Квятковские, Келембет, Керстен, Кеслер, Кизе, Кизим, Кирста, Кирьяковы, Кирпотенковы, Кириловы, Кириленки, Кириченко, Кисель, Киселёвы, Китицин, Кийковы, Клейгельс, Кленовские, Климовы, Клименки, Кобеляцкие, Кобелевы, Кованько, Ковалевские, Ковтуновские, Ковесниковы, Ковалев, Коваленко, Ковтуненко, Кодинцы, Козельские, Козиненки, Козловские, Козельские, Козачковские, Козловы, Козинцовы, Козинцы, Козиненко, Колосовский-Билим, Коломийцев, Колобовы, Колоней, Колесниковы, Коленко, Коляновский, Колосовские, Коллерт, Колендо, Комельский, Комаровский, Компанеец, Кондратьевы, Кононовичи, Коноваловы, Кондоскаловы, Кондзеровские, Канчияловы, Константинович, Коноваловы, Кондратенко, Кондзеровские, Конради, Канцевич, Копкины, Копыловы, Корсун, Коростовцевы, Корсуны, Кореневы, Корнеенки, Демьяненки, Коробка, Курлюков, Коробка, Короленко, Корсун, Корчак, Корецкие, Королько, Корниенко, Коршун, Коренецкий, Коростовец, Коростовцев, Коржевские, Косинские, Костырко, Косяровские, Косич, Косюра, Коссинский, Коссарт-фон, Костюковы, Косинские, Костенко-Гладкие,Костенко, Костенецкие, Котляревские-Балакшей, Котляревские, Котов-Коношенко, Котельниковы, Котляревские, Котовы, Кохновы, Кохановские, Кох, Коченевские, Кочуковы, Кочубей князья, Кочетуров, Кочубей, Кошельниковы, Крамаревские, Красовские, Крамаревы, Краевские, Кропивные, Красноглядов, Крапивные, Крахотины, Крамалей, Кравченко, Крат, Крамаренко, Крестинские, Кремешные, Крицкие, Криницкие, Криченко-Чарнуцкие, Кривоносовы, Кривошеи. Кричевские, Кривуля, Крицкие, Кривцовы, Криденер, Кроковские, Круковские, Круликовские, Крыжановские, Крыловы, Крякины, Ктитаревы, Кувичинские, Кудашев князь, Кудря-Мосцевой, Кузубовы, Кузьмины, Кукураны, Куклярские, Куксины, Кулябка, Кулябко, Кулябко-Корецкие, Куликовы, Куличевские, Куликовы, Куликовские, Кулишев-Донец, Куличенко, Кумме, Кун, Куницкие, Купчинские, Купенковы, Кубитовичи, Куриловы, Курчениновы, Куст-Кислович, Куц-Тулубовские, Кучаревы, Кучинские, Кучеров, Кучман, Кушелев-Безбородько граф, Кашакевич, Кущинские
- Лабуза, Лаврентьевы, Лавриненков, Лавриненко-Тельные, Лавриновские, Лагоды, Ладенковы, Лазки, Лазаревич, Лазаревские, Лазебниковы, Лазебни, Лалош, Ламберт граф, Ламздорф граф, Лантухов, Лансер, Ланге, Лаппо-Данилевские, Ласкевич, Лаузберг, Лаушкины, Лацынниковы, Лебедевич-Драевский, Лебедевы, Левченки, Левченко-Звенигородский, Левешки, Левицкие, Левенец, Левандовские, Легейда, Лейбин, Лейхт, Лейвин, Ленев, Леонтович, Леонтович-Кваша, Леонтовские, Леонтиевич-Дубина, Леонтьев, Лепарские, Лесевецкий, Летючий, Летуновский, Лещенко, Лизогубы, Липский, Липницкий, Липяцкий, Лисенко, Лисевич, Лисаневич, Лисянский, Лисовские, Литвиновы, Литвиненко, Лихопой-Башевский, Лихопой, Лихачев, Лицкевичи, Лишины, Лишафаевы, Лобановы, Лобезевы, Лобачи, Логвиновы, Логвиновичи, Ломиковские, Лопотинов, Лосев, Лоташевский, Лубенский-Бич, Лубяновские, Лубяные, Луговой, Луговские, Лукьяновичи, Лукомские, Лукашвичи, Лутовиновы, Луценко, Луценко-Чучмановские, Львов, Лысенко, Лысенкова, Лыковы, Лесеневич, Лескевич, Лесняк, Лестовничий, Лещина-Мартыненко, Лещинина, Любарский-Щербини, Любарские, Любомирские, Любицкие, Людницкий, Ляпин, Ляховичи, Ляшевские
- Мавольские, Магденко, Магеровские, Маевские, Мазараки, Мазуровы, Мазановы, Майбороды, Максимовичи, Макаровы, Маковские, Макаренкигерба Лис), Макаренко (герба Лис), Максимовы, Максименко, Малинки, Малыгины, Малик, Малама, Малиневич, Малеваный, Малиновский, Момонтов, Мамонтовы, Мамчичи, Манько, Манджосы, Манжосы, Манжурнеты, Манюк, Мандерштерн, Манвеловы князья, Марченко, Мартосы, Марковичи, Маркевичи, Марковы, Марковские, Мартыновы, Маркграфские, Маршал-Биберштейны, Мартыненко, Марцинкевичи, Марсов-Тишевские, Масюковы, Масло, Масленков, Масляниковы, Масловские, Массольские-Шенсные, Масины, Матвеевы, Матияшевские, Маховы, Махно, Маценки, Мачинские, Мачуговские, Машинские, Машины, Мащенки, Маяковский, Медведев, Медянов, Медведовские, Медем, Мезенцов, Мейнен-Фон-Зегер, Мейер, Мельниковы, Мельницкие, Меринги, Метлинские, Мехеда-Мехединский, Мезеденский, Мешальский, Мещерские князья, Мизеров, Миклашевские, Милькевичи, Милорадовичи, Миланос, Минькевич, Минькевич-Петровские, Минич, Миняйловы, Миницкие, Миркаловы, Мироненки, Мисановские, Мисюревич, Митрофановы, Митянские, Михайловские, Михайленко, Михайловы, Михновы, Мицкевичи, Мишурниковы, Мищенко, Могильниковы, Мокиевские, Могилевские, Могилянские, Модерах, Можневские, Мозняковы, Мойсеенки, Мойсеенковы, Мокрицкие, Молодцовы, Мойсевские, Молостовы, Молявки, Мордвинкины, Морозовы, Морозы, Моркотунова, Моралевские, Морачевские, Мосолов, Мотрей, Моцок, Мудров, Мунтьянов, Муравьев-Апостол, Мусин-Пушкин граф, Мешковский, Мякушка
- Навроцкие, Нагнибеда, Надгофт, Надаровы, Надерваль, Надержинский, Назаренки, Назаревские, Назарьевы, Найденовы, Наливайко-Игнатенки, Наливайко, Налойченки, Насветовы, Наталенко, Науменко, Нельговские, Нелепов, Немеровские, Непейпиво, Неплюев, Непышневские, Неровный, Нестеровские, Нестеренко, Нестул-Прокопенко, Нетеса, Нефедьевы, Нечволодов, Нечаев, Нееловы, Никифоровы, Никоновы, Никитенко, Ницкевич, Ницик, Ниценко, Новицкие, Новакович, Новохатные, Новиковы, Нога, Носенки, Носов, Нос, Носков, Нупенау, Неженцов, Нежинец, Нежинцовы
- Оболенские, Оболонские, Обрезов, Обревко-Жданов, Обшей, Огневы, Оголевец, Ограновичи, Одешелидзевы, Одинцовы, Одинец, Озерские, Оконишниковы, Окуловы, Окшевский, Оленич, Оленич-Гнененко, Олешко, Олиферы, Олтаржевские, Ольховой, Ольховский, Омельяненки, Омельянович-Павленко, Оноприенко, Оношко, Опришков, Оптовцов, Оранские, Орбелиани князья, Орель, Оржецкие, Орловский-Ангеленко, Орловский, Орлай, Орлов, Ортинский, О`Рурк графы, Осиповы, Остроградские, Острожский, Остриковы, Отрешко-Тарасенковы, Охремовские, Очеретенко
- Павловский, Павленко-Богушевский, Павленки, Павловы, Павловский-Белецкий, Павлицкий, Павлюченко, Павелко, Павлович, Падель (Депадель), Палей, Панченко, Панковский, Пантелеев, Попатенко, Папкевич-Левицкий, Папа-Афанасопулло, Пархоменки, Пархомов, Параделовы, Паскевичи, Пасько, Пасхалов, Паульсон, Пацюковы, Пацевич, Пашкевич, Пашковские, Пащенки, Педак-Педашенки, Педашенко, Педяш, Педашевы, Пейкер, Пелинейко, Переменины, Перепелицыны, Пернец, Перковы, Перекрестовы, Перрет, Переяславцев, Переясловский, Пестржецкие, Пестичи, Пестовы, Петровы, Петрашевич, Петрашевский, Петрановский-Белаш, Петренко-Яригины, Петренко, Петровские, Петровский-Муравский, Петрунькевичи, Петтеш, Петерс, Певинский, Пиленко, Пилипенко, Пилипенковы, Пинкорнели, Пинчуковы, Пироцкие, Пироговы, Писаревские, Пискорские, Писаревы, Писанские, Писоцкие, Питленки, Пичеты, Пищимука, Пищалки, Платонович, Плакса, Плахотниковы, Плитнев, Плищенко, Плешков, Плюцинские, Поволоцкий, Повальские, Погуляевы, Погуляй, Подгаецкие, Подпалые, Подгорные, Подчаские, Подгорецкие, Подборские, Позен, Познанские, Покрамович, Поклонские, Польские, Полоницкие-Шимковы, Полонские, Полетики, Поляковы, Полешки, Полторацкие, Полкарой-Никитенко, Полтавцев, Политковский, Полонец, Пономаренки, Пономаревы, Поповы, Поплавки, Порховские, Порубаевы, Портнягины, Пороховниковы, Пороховы, Пославские, Посяды, Потоцкие, Потемкины, Потебни, Походун, Пржевалинский, Приходьки, Пригоры, Прима, Присецкие, Присненко, Приселковы, Прийма, Прокофьевы-Афанасьевы, Прокофьевы, Прохоровичи, Прогнаевские, Протопоповы, Прудько, Псель, Пташкины, Пугачи, Пустовойтовы, Пустошкины, Пухальские, Пышновы, Певинский, Пеунов, Пещанские, Пясецкие, Пятак-Папкевич
- Равич-Шасткевичи, Равичи, Радченковы, Радуцкие, Радецкие, Раенко, Раевские, Разсохины, Розумовы, Раиевичи, Райченки, Райзеровы, Раковичи, Распоповы, Ратиевы, Ратиевы князья, Рафаловские, Рахубовские, Рахмановы, Рацул, Рачковские, Рашков, Ревуцкие, Ревы, Ревазовы, Редькины, Реднинский, Резанов, Рейхель, Рейх-Топольницкий, Рейдер, Рейнбот, Рейбург, Рейнгард, Ремерс, Репнин князь, Реун, Ризы, Риттер-фон, Рихтеры, Родзянко, Родионов, Родиславские, Родаков, Родзевич, Рожалин, Рожанские, Розлач, Розенберг, Романюты, Романович-Славотинские, Романовичи, Романовские, Романенки, Ромашкевич-Горб, Рот, Ротгоф, Ротмистровы, Россиковы, Ростенберг, Роскладка, Роснянские, Рощаковские[укр.], Рубановы, Рубан, Рублевский, Рудаевы, Рудавский, Рудницкие, Рудь, Рудановские, Рукавишниковы, Рустановичи, Русавновские, Русиновы, Рыбин, Рыжовы, Рыженко, Рымаревы, Рымашевские, Рындины, Редькины, Репчанские
- Савицкие, Савойские, Савичи, Саввичи, Савенко, Савченки, Савинские, Савесковы, Савоини, Савченко-Боженко, Сагредо, Садиков, Садовские, Сокович, Сакович, Салимовские, Салиньяк, Салогуб, Самусь, Самойловские, Самойловичи, Самохваловы, Саммер, Самойленко-Спатариев, Самойленко, Самсонов, Самойлов, Санин, Санковские, Саплица, Саранчев, Саранчовы, Сасько, Сахатовы, Сахно-Устимович, Сахновские, Саханские, Сачавцы, Сачавцовы, Сварика, Свирские, Свириденки, Светайло, Свечка, Свет, Светличные, Святодух, Святковские, Сегет, Селецкие, Селиховы, Селявка, Селастенник, Семененко-Крамаревский, Семененки, Семко-Савойские, Сементовские-Курилы, Семеняки, Семперович, Семейкины, Семяновские, Семеновские, Семенченко, Семеновы, Семенюта, Сентухов, Сенько, Сененко, Сенковские, Сенчуковы, Середа, Сергеев, Середин, Селиванович, Середины, Сердюковы, Сидоренки, Сидгам, Симоновы, Симоновские, Симковские, Симонтовские, Симашкл, Синеоковы, Синеоков-Андриевский, Сипко, Сиротенки, Скаржинские, Скаруппа, Скалон, Скачковские, Скибинские, Скляренки, Склифасовские, Скорики, Скоропадские, Скоробогатовы, Скоробогач, Скорняков, Скорута, Скрипченко, Сладковские, Слезкины, Сливы, Сливинские, Сливицкие, Слюзь, Слюзовы, Слюсаревские, Смагины, Смирновы, Смирницкие, Смородские, Снегоцкие, Собецкие, Собакаревы, Соболевские, Соболевы, Совачев, Созанович, Созонович, Сокович, Сокол, Соколовские, Сокологорские, Соколовы, Соколовичи, Сокольские, Сокальские, Соломка, Соломахи, Солимовские, Солонина, Соляниковы, Сосновские, Софронские, Сохин, Сошальские, Соя-Серко, Спасские, Спиглазовы, Сподины, Сребницкие, Сребрянские, Старицкие, Ставицкие, Стаховичи, Стаховские, Стасенки, Стасевские, Стафиевские, Старчевские, Станкевич, Стасюков, Старов, Стеценко, Стефанович, Стеблин-Каменские, Степановы, Стороженки, Стоянов, Стожко, Стоцкие, Столбины, Стовбе, Сторожевский, Стрижевские, Стреховские, Струковы, Стрижаченко, Стронский, Стригунов, Струве,Ступачевские, Ступка, Судейкины, Суковы, Сукачевы, Сулимы, Сульжиковы, Сулимовские, Супруненки, Суровцовы, Суравцовы, Суржковы, Сурдины, Сурины, Сусалины, Сухоносовы, Сухины, Сухотины, Суходольские, Сушковы, Сытинские, Сечкины
- Талантов, Тандетниковы, Тарновские, Тарутины, Тарасовы, Таранец, Тарасенко, Тарасевич, Тараненко, Тарвид, Татарул, Татаровские, Твердомедов, Тельшау, Телесницкие, Терлецкие,Терновские, Теремецкие, Терешкевич, Терещенко, Терпиловские, Тессен, Тимченки, Тимофеев, Тимофиевич, Тимковские, Тимошевские, Тирютины, Тихенки, Тиханович, Тишевские, Тищенки, Товбич, Токаревы, Толкушкин, Толкушкины, Толпигины, Томара, Торгони, Топор, Тоцкие, Тржецяк, Требинские, Третьяковы-Перетятько, Третьяковы, Трегубовы, Треповы, Трипольские, Трифановские, Трилевские, Троцкие, Троцины, Трощинские, Трояновские, Трохимовские, Трутовские, Тугариновы, Тулинские, Туманские, Тупаловы, Турчаниновы, Тюшковы, Тягнеевы
- Угричич-Требинские, Уласенки, Уманский, Умырука-Запольские, Усков, Уступный-Глушко, Устименки, Уступные, Устименко, Устимовичи, Уткины
- Фабрициус, Фаворские, Фаленковы, Фатеевы, Федоренко, Федяй, Феденко-Проценки, Федотов, Федоровские, Федоров, Федеев, Фертовы, Фесуны, Фесенков, Филоновы, Филипенко, Филимович, Филипович, Филимонов, Филипченко, Фирнкранц, Фотингоф, Фогелев, Фомины, фон-Бракгаузин, фон-Викен, фон-Бруновы, фон-Риттеры, фон-Рейценштейн, фон-Принтц, фон-дер-Лаунец, Францен, Фрейтаг-фон-Лорингоф, Фролов-Багреев
- Хальмков, Хандаков, Хантинский, Харченко, Харечковы, Харнский, Харечко, Хелмские, Хижняковы, Хильчевские, Химотченко, Хитрово, Ходолеевы, Ходолеи, Ходоровские, Холодовские, Холминские, Холявин, Холярин, Холкин, Хоменко, Хондаковы, Храпаль, Храпко, Христич, Хрипунов, Хрущов, Хруцкие, Хадеев
- Цариевы, Цацкины, Цветков, Цеймерн, Целлариус, Цертелев (князь), Цивинский, Циопкаловы, Цуревские, Цыганенко, Цымбалистов, Цыс
- Чаговцы, Чайковские, Чайкин, Чарныш, Чарнко, Чаферов, Чачко, Чеберяк, Чедлеев, Ченгери, Черепахины, Черноглазовы, Чернявский, Черненко, Череповы, Черновы, Червяковы, Черницкие, Черкун, Черневские, Червоненко, Чеснок, Чигиринцев, Чигиринцовы, Чигалевский, Чижевские, Чижи, Чикины, Чихачевы, Чубинские, Чудиновы, Чудович, Чуйкевичи, Чумаковы, Чуприны, Чуть, Чутовские, Чучмаревы
- Шамраевы, Шамраевский, Шандрипа, Шапоровский, Шаргородский, Шарковский, Шарый, Шастопалов, Шаула, Шафранов, Шафрановский, Шахов-Корчинские, Швачки, Шаховской, Швецовы, Швидковские, Шевцов, Шевченко, Щейдеман, Шеметовы, Шепелевы, Шершавицкий, Шикун, Шимковы, Шимковы-Полоницкие, Шимволосов, Шиндлер, Шипулинский, Ширгановские, Шишовы, Шишкевичи, Шийко, Шкляревичи, Шкуринские, Шлихтенг, Шлиттер, Шости, Шостак, Шохин, Шочевич, Шпаковские, Шпеки, Шпекин, Шпейеры, Шпикитеры, Шпигоцкий, Штейн, Штишевские, Штиглищ, Шуваловы, Шульженко, Шульги, Шульга-Асауленко, Шульжевский, Шумлянские.
- Щегельские, Щекутины, Щекин, Щелкан, Щемелинов, Щербаки, Щербинские, Щербачевы, Щербинины, Щерба, Щетинские, Щетковские, Щоголев
- Эльяшевичи, Эмних, Эристовы, Эрн, Эссен, Эстко, Эюс.
- Юзефовичи, Юнкманы, Юноша-Росцишевские, Юрковские, Юрченко, Юрьевы-Пековцы, Юрьевы, Юскевичи, Юшкевич-Стаховские.
- Яблоновские, Явойша, Яворские, Явтушенко, Ягунов, Языков, Якимовичи, Якименко, Яковенко, Якавлев, Якоби, Яколенки, Яковские, Якубовичи, Якубовские, Якубенки, Янкевичи, Янковские, Яновичи, Яновские, Яновы, Яресько, Яровый, Ярошевские, Ярошенко, Ясинские, Ясников, Ясникольские, Ясновские, Яхно, Яцута, Ячные, Ященко.